# مالك جندلي
مالك جندلي مؤلف موسيقي وعازف بيانو سوري

## حياته
جندلي من مواليد ألمانيا عام 1972 وأصول سورية تعود إلى مدينة حمص، وهو مقيم في مدينة نيويورك في الولايات المتحدة الأميركية. بدأت علاقة مالك جندلي بالبيانو في ألمانيا بتلقّي علوم الموسيقا في الرابعة من عمره وكان أول حفل بيانو له على خشبة المسرح في الثامنة من عمره. تتلمذ على يد فيكتور بونين من كونسرفتوار تشايكوفسكي، وانتقل بعدها لدراسة نظريات التأليف الموسيقي في جامعة كوينز الأميركية بعد حصوله على منحة دراسية كاملة وتخرج منها بدرجة امتياز عام1997 تحت إشراف البروفسور بول نيتش. حصل على شهادة الماجستير بدرجة شرف من جامعة كارولينا الشمالية عام 2004.
يعدّ جندلي من أهم عازفي البيانو، وقدّم أعماله برفقة العديد من الفرق السمفونية العالمية في الشرق الأوسط وأوروبا والولايات المتحدة الأميركية وسوريا، وهو عضو في الجمعية الأميركية للملحنين والمؤلفين والناشرين. مالك جندلي ابن عم المؤسس الشريك والمدير التنفيذي السابق لشركة آبل العالمية، المخترع الراحل ستيف جوبز وهو المؤسس والرئيس التنفيذي للمنظمة الخيرية "بيانو من أجل السلام"، والموسيقار الفخري لمتاحف قطر، والمؤلف الموسيقي المقيم في جامعة كوينز الأميركية التي اختارته كباحث في التراث الموسيقي العربي ضمن كادرها الأكاديمي، بالإضافة إلى أنه باحث زائر سابق في مركز الإبادة الجماعية وحقوق الإنسان بجامعة روتجرز الأميركية.
حمل جندلي البيانو وشارك في تظاهرة سلمية أمام البيت الأبيض احتجاجاً على وحشية النظام السوري في عام 2011، وبُعيد اندلاع الثورة السورية بمدة قصيرة، ما أسفر عن تعرّض والدته ووالده للضرب والتعذيب الوحشي على يد أجهزة نظام أسد في سوريا. نال الجندلي لقب "المهاجر العظيم" من مؤسسة كارنيغي بنيويورك العريقة تقديراً لمساهمته في إغناء الثقافة وتطوير المجتمع عام 2015 وترشح الفيلم الوثائقي "مالك جندلي: طائر الفينيق في المنفى" لجائزة إيمي في شيكاغو عام 2019. وهو مؤسس وعضو تحكيم في مسابقة مالك جندلي الدولية للشباب التي تحتضن المواهب الشابة من الوطن العربي وتقدمها على خشبة مسرح كارنيغي بنيويورك، وحاز على جائزة حرية التعبير وجائزة غوسي للسلام وغلوبل ميوزيك لرسالته الإنسانية الهادفة.
استضافته العديد من المحطات الإذاعية والمرئية منها الإذاعة الوطنية العامة، وهيئة الإذاعة البريطانية، قناة الجزيرة والعربية وغلوبو البرازيل والقناة الفرنسية والسي إن إن وغيرها.
لا تقتصر موسيقا جندلي السيمفونية على دمج المقامات الموسيقية المشرقية، بقوالب الموسيقا الغربية الكلاسيكية، بل استجابة منظمة اليونيسكو للحفاظ على تراث سوريا الثقافي الثري وحمايته في الوقت الذي يتعرض فيه للتدمير الممنهج والاندثار أحيت العديد من الفرق الأوركسترالية العالمية موسيقا جندلي؛ إذ عزفتها الأوركسترا الفلهارمونية الملكية بلندن، وأوركسترا بالتيمور السيمفونية، وأوركسترا زغرب الفلهارمونية، وأوركسترا إذاعة فيينا السيمفونية، والأوركسترا الفلهارمونية الروسية، وأوركسترا القاهرة السيمفوني، وأوركسترا قطر الفلهارمونية بالإضافة إلى الأوركسترا الوطنية السورية.

## إنجازته
- أول مؤلف سوري وموسيقي عربي قام بتوزيع أقدم تدوين موسيقي في العالم اكتُشف في مدينة أوغاريت رأس شمرا - سورية على لوحات مسمارية تعود للقرن الرابع قبل الميلاد. أضاف إليها الإيقاع والهارموني، وعزفها على البيانو برفقة فرق موسيقية عالمية، شكلت لوحة فنية رائعة، عملاً موسيقياً فريداً أطلق عليه اسم «أصداء من أوغاريت».
- حصل على جائزة حرية التعبير لعام 2011 في مدينة لوس أنجلس لأغنيته الشهيرة «وطني أنا»
- كُرم بجائزة الإبداع الثقافي في مدينة نيويورك في عام 2012 تقديراً لفنه وجهده الذي أثرى ساحة الموسيقى العربية.

## مشواره الفني
- حملته الموسيقى، التي تعلمها في ألمانيا وسوريا، إلى أن نال الجائزة الأولى في المسابقة الدولية للموسيقيين الشباب في عام 1988، وهو لم يكمل بعد سنه القانونية، فأخذته بعيداً جداً، ونقلته بمنحة دراسية لإتمام دراسته الموسيقية عام 1995، إلى معهد الفنون لولاية كارولينا الشمالية في الولايات المتحدة الأمريكية حيث حصل على العديد من الجوائز خلال دراسته مع البروفسور إريك لارسن.
- حصل على جائزة أفضل عازف بيانو من جامعة كوينز الأمريكية تحت إشراف بول نيتش وتخرج منها بدرجة امتياز عام 1997. كما نال الجائزة الأولى في مجال التأليف الموسيقي من هيئة المؤلفين في ولاية جورجيا عام 2003.
- تابع دراسة التأليف والتوزيع الموسيقي خلال فترة تحصيله لشهادة الماجستير في إدارة الأعمال وتخرّج بدرجة شرف من جامعة شمال كارولينا عام 2004.
- حصل على جوائز عربية وعالمية عديدة وهو عضو تحكيم دولي في مسابقات العزف على البيانو بدءاً من عام 2005.
- في عام 2009، استضافته دار الأوبرا المصرية للمشاركة باحتفالية عيد ميلادها الحادي والعشرين وقدم أعماله برفقة أوركسترا القاهرة السيمفوني.
- قام بتوقيع عقد مع شركة فيرجين ميغاستورز لتسويق وتوزيع أعماله الموسيقية في الشرق الأوسط.
- افتتح مهرجان مار اليان الثقافي لعام 2010وقدم مؤلفاته برفقة الأوركسترا الوطنية السورية بقيادة المايسترو الروسي سيرجي كوندراشف على خشبة مسرح دار الأوبرا بدمشق.
- قدّم مالك مؤلفاته الموسيقية برفقة العديد من الفرق السيمفونية العالمية كالأوركسترا الفيلهارمونية الملكية وفرقة لودفيغ سيمفوني، والفرقة الفيلهارمونية الروسية على أهم مسارح أوروبا والولايات المتحدة الأمريكية والشرق الأوسط كمركز كينيدي للفنون بواشنطن والكونسرفتوار الملكي في تورنتو وساحة لافاييت في البيت الأبيض، دار الأوبرا في فيينا، المتحف الوطني في ديترويت، دار الأوبرا بدمشق في دمشق، قاعة ألبرت الملكية وساينت جونز سميث سكوير في لندن وغيرها.
- يتم نشر مؤلفاته من قبل شركة صول بي ميوزيك وحققت ألبوماته نجاحاً كبيراً وتصدرت قائمة مبيعات سي دي بيبي، آي تيونز، أمازون، وتوزع عالمياً من قبل شركة فيرجين ميغاستورز. استقطبت مؤلفاته الموسيقية اهتمام ونقد كبرى الصحف العالمية في أوروبا وشمال أمريكا، كما استضافته العديد من المحطات الإذاعية والمرئية منها الإذاعة الوطنية العامة، بي بي سي، قناة الجزيرة، العربية، غلوبو البرازيل، والقناة الفرنسية، سي إن إن وغيرها من القنوات.
- منحته مؤسسة كارنيغي للسلام الدولي (بالإنجليزية: Carnegie Endowment for International Peace) لقب «المهاجر العظيم» لعام 2015 لما يبذله من أجل العطاء الفني وإغناء الثقافة الأمريكية ومساهمته في تطوير المجتمع. وضمت لائحة الفائزين لعام 2015 : 38 شخصية أمريكية مهاجرة من 30 جنسية عالمية. وفي مؤتمر صحفي عقده الفنان في مدينة نيويورك أهدى جندلي هذه الجائزة لأطفال سوريا والعالم أجمع، خاصة اللاجئين والمهجرين الذين يطالبون بالسلام والعدالة وحقوق الإنسان.[1]

## الجوائز

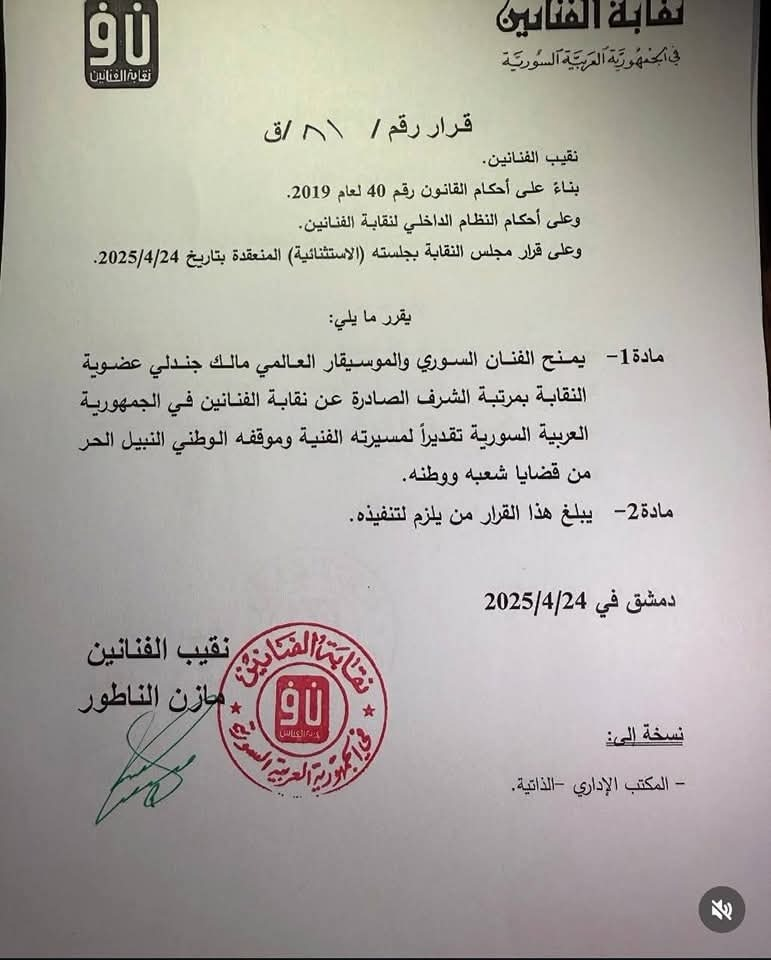
قرار نقابة الفنانين في سورية بمنح مالك الجندلي عضوية فخرية.

- 1988- الجائزة الأولى في المسابقة الدولية للموسيقيين الشباب.
- 1997- جائزة أفضل عازف بيانو من الولايات المتحدة.
- 2003- الجائزة الكبرى في التأليف الموسيقي من مدينة أتلانتا الأمريكية.
- 2005- عضو تحكيم دولي في مسابقات العزف على البيانو
- 2007- أول مؤلف سوري وموسيقي عربي أعاد توزيع وتحويل أقدم نوطة موسيقية معروفة في العالم اكتشفت في مدينة رأس شمرا/أوغاريت السورية.
- 2011- جائزة الحرية في التعبير من مجلس العلاقات الأمريكية الإسلامية في لوس أنجلوس - أمريكا

- 2012- جائزة الإنجاز الثقافي والفني، شبكة المهنيين الأمريكيين العرب، فرع نيويورك
- 2015- لقب «المهاجر العظيم» لعام 2015 من مؤسسة مؤسسة كارنيغي للسلام الدولي (بالإنجليزية: Carnegie Endowment for International Peace).[1]

كرمته نقابة الفنانين بعد سقوط نظام الأسد ومنحته في شهر أبريل 2025م عضوية بمرتبة الشرف "تقديراً لمسيرته الفنية وموقفه الإنساني النبيل الحر من قضية الشعب السوري".

## الأعمال
الألبومات
- أصداء من أوغاريت (2009): ويعدّ جندلي أول مؤلف سوري وموسيقي عربي يقوم بتوزيع أقدم تدوين موسيقي في العالم اكتُشف في مدينة أوغاريت/ رأس شمرا – سوريا، وكُتب على لوحات مسمارية تعود إلى أكثر من 3 آلاف عام. فأضاف إليه الإيقاع والهارموني، وعزفه على البيانو برفقة فرق موسيقية عالمية، ليشكّل من خلاله لوحة فنية رائعة وعملاً موسيقياً فريداً.
- وطني أنا (2011)
- إميسا - حمص (2012)
- سوريا نشيد الأحرار (2013)
- يا الله (2013)
- السمفونية السورية (2014)
- طلع البدر - ضوء القمر (2015)
- سوهو (2015)
- هرايث "الوطن الذي لا يمكن الرجوع إليه" (2014)
- شجرة الياسمين (2018)
- كونشيرتو البيانو (2021)
- وردة الصحراء (2022)
- امرأة (2023)
- كونشيرتوز (2023)

موسيقا الأوبرا
- الساحة (2023)

الأعمال السيمفونية
- السيمفونية رقم 1 "السورية" (2012)
- السيمفونية رقم 2 "إشراق" (2013)
- السيمفونية رقم 3 "هرايث" (الوطن الذي لا يمكن الرجوع إليه) (2014)
- السيمفونية رقم 4 أوركسترا الوتريات (2015)
- السيمفونية رقم 5 (2018)
- السيمفونية رقم 6 "وردة الصحراء" (2020)
- السيمفونية رقم 7 (2021)
- السيمفونية رقم 8 (2022)

أعمال الكونشرتو
- كونشرتو البيانو والأوركسترا رقم 1 (2014)
- كونشرتو الكمان والأوركسترا (2015)
- كونشرتو الفيولا والأوركسترا (2016)
- كونشرتو التشيلو والأوركسترا رقم 1 (2017)
- كونشرتو التشيلو والأوركسترا رقم 2 (2018)

أعمال الأوركسترا
- العنقاء في المنفى (2013)
- متنوعات للبيانو والأوركسترا "لما بدا يتثنى" (2014)
- يا الله للبيانو والأوركسترا (2014)
- ضوء القمر - طلع البدر للبيانو والأوركسترا (2016)
- المحيط الصامت - قصيدة سيمفونية (2017)
- المدينة الصامتة - قصيدة سمفونية (2018)

موسيقا الحجرة
- رباعي وتري رقم 1 (2016)
- خماسي بيانو - حلب (2016)
- ثلاثي بيانو (2017)
- رباعي بيانو - قصيدة ضائعة (2017)
- رباعي وتري رقم 2 (2018)
- رباعي وتري رقم 3 (2020)
- رباعي وتري رقم 4 (2023)

## وصلات خارجية
- مالك جندلي على موقع IMDb (الإنجليزية)
- مالك جندلي على موقع ميوزك برينز (الإنجليزية)

- الموقع الرسمي للموسيقار السوري مالك جندلي
- نادي الموسيقار مالك جندلي مالك جندلي  على فيسبوك.
- مجموعة الموسيقار مالك جندلي مالك جندلي  على فيسبوك.
- شاهد فيديو موسيقى مالك جندلي
- استمع لموسيقى مالك جندلي
- استمع لموسيقى مالك جندلي iTunes
- الموسيقار مالك جندلي - قناة الجزيرة: أصداء من أوغاريت على يوتيوب

## مقالات وصحف
- مقابلة مالك جندلي مع راديو بي بي سي في لندن
- الإعلامية الدكتورة بروين حبيب تستضيف الموسيقار مالك جندلي على قناة تلفزيون دبي - برنامج «نلتقي مع بروين»
- مقابلة مالك جندلي مع راديو أمريكا الوطني في هيوستن - أصداء من أوغاريت نسخة محفوظة 15 مارس 2011 على موقع واي باك مشين.
- الأسطورة تنبض بالحياة في موسيقا مالك جندلي
- قناة الجزيرة - برنامج زمام المبادرة: أصداء من أوغاريت على يوتيوب
- مونت كارلو الدولية: مالك جندلي: أنا إنسان حر وأستمتع بحريتي
- مالك جندلي على شبكة أخبار سي إن إن  نسخة محفوظة 3 نوفمبر 2011 على موقع واي باك مشين.
- الموسيقار مالك جندلي: أصداء من أوغاريت - CD Review
- أوبرا أوغاريت وأقدم تدوين موسيقي في العالم - برفقة الأوركسترا السيمفونية الوطنية السورية على خشبة مسرح دار الأوبرا بدمشق
- مالك جندلي َعَزفٔ اصداء منٔ اوغاريت في الجامعة الأمريكية ببيروت
- من دفتر الوطن..مالك جندلي؛ خفقةٌ منَّا للعالم
- مقابلة راديو أمريكا الوطني[وصلة مكسورة]
- مالك جندلي: «عملي هو حلم حياتي وأرفض وصف احترافي للموسيقى بالعمل..»
- «مالك جندلي» أول مؤلف عربي يوزع «أصداء من أغاريت» للعالم
- رائعة «أصداء من أوغاريت» تحد كبير للموســيقى العالمية يجمع الكلاســيكة بالجاز والمقامات السورية - What's On Syria[وصلة مكسورة]
- الموسيقى جسر للثقافات والحضارات - Forward Magazine
- مالك جندلي يحاول أن يعلم الأمريكيين ثراء الثقافة العربية ويؤكد عظمة الموسيقى السورية القديمة - وزارة الثقافة - Ministry of Culture
- مالك جندلي: واجبنا كمغتربين نقل الصورة الحقيقية والإيجابية للخارج...أخذت الأبحاث التي دامت سنوات طويلة جداً وقمت بتوزيع الألحان التي أعدوها
- أول مؤلف سوري وموسيقي عربي اعاد توزيع وتحويل أقدم نوطة موسيقية معروفة في العالم - Arab American News
- عازف البيانو والمؤلف الموسيقي السوري مالك جندلي - Annahar Newspaper
- Digital ‘Echos From Ugarit’ to Be Heard All Over the World! - Arab News
- جاز دبي - Dubai Jazz
- مالك جندلي: مايسترو الثقافات الموسيقية السورية - مجلة أجيال الإلكترونية - Ajeal Online
- - انطلاقة نحو الأمجاد السورية - The Center for Arab Culture Dialogue - Washington DC
- أشهر مؤلف موسيقي وعازف بيانو من أصل ســوري في العالم! مجلة أصداء - Asdaa Online Magazine
- الأصداء السورية تبلغ العالم! www.US4Arabs.com
- - شام برس - Cham Press نسخة محفوظة 9 أغسطس 2011 at Archive.is
- Russia Today TV Interview - Russian Philharmonic Orchestra - Moscow على يوتيوب
- الفنان السوري مالك الجندلي
- المؤلف الموسيقي السوري مالك جندلي
- جريدة السفير© الموسيقار السوري مالك جندلي
- مالك جندلي يعيد الحياة للحن الموسيقي الأقدم - اكتشف سورية
- مالك جندلي على مسرح الأوبرا في القاهرة - دمشق-سانا
- الموسيقي السوري مالك جندلي لسيريانيوز: الموسيقى فهمت قلب الإنسان قبل أن تفهمه الكلمات
- مالك جندلي: رحلة موسيقار سوري
- مالك جندلي: البيانو «بيتكلم» عربي
- مالك جندلي على مسرح الأوبرا في القاهرة
- افتتاح مهرجان مار إليان الثقافي 2010: مالك جندلي يعزف وسط جمهور ضاق المكان به
- الموسيقار مالك جندلي يتبرع لأطفال سورية من أمريكا
- جندلي لسيريانيوز: ختمت جولتي في المنطقة في حلب العريقة موسيقيا
- جريدة The National وقصة أصداء من أوغاريت: أقدم تدوين موسيقي في العالم
- الخارجية الأميركية تدين الاعتداء على والدي الموسيقار السوري مالك جندلي
- الموسيقار السوري مالك جندلي ينال جائزة «حرية التعبير» لعام 2011
- منح الفنان السوري مالك جندلي لقب «المهاجر العظيم» - العربية نت